# 男一匹生きるなら
『男一匹生きるなら』（おとこいっぴきいきるなら）は、千葉真一の楽曲。

## 解説
歌謡コダマの専属歌手となった千葉真一がシングル第一弾としてリリースし、歌手デビューを果たした作品である。B面には本間千代子の「白い夜」が収録され、コダマプレスから1963年1月に発売された。

## 収録曲
1. 男一匹生きるなら（4分24秒） - 歌：千葉真一
作詞：保富康午、作曲・編曲：橋場清
2. 白い夜（3分17秒） - 歌：本間千代子
作詞：保富康午、作曲・編曲：湯山昭